# オーバーゾントハイム
オーバーゾントハイム (ドイツ語: Obersontheim) は、ドイツ連邦共和国バーデン＝ヴュルテンベルク州シュヴェービッシュ・ハル郡に属す町村（以下、本項では便宜上「町」と記述する）。
この町は、ビューラータンおよびビューラーツェルとともに形成されるオーベレス・ビューラータール行政共同体の本部所在地である。

## 地理
オーバーゾントハイムは、郡庁所在地シュヴェービッシュ・ハル(15km)とエルヴァンゲン(24km)の間、シュヴェービッシュ・ハル郡内に位置している。コッハー川の支流ビューラー川沿いの町である。他にも中級中心都市であるクライルスハイム(17km)にも近い。

### 地形、山、川
オーバーゾントハイムの町域は、東をエルヴァンゲン山地、西をリムプルク山地にはさまれている。リムプルク山地は、幅の狭いフィッシャッハの横谷が入り込んでおり、ビューラー川の渓谷から森に覆われた尾根までが町域に含まれる。首邑のオーバーゾントハイムはウンターゾントハイムとともにビューラー川沿いに位置する。オーバーフィッシャッハとミッテルフィッシャッハはフィッシャッハ川沿いに位置する。フィッシャッハ川は町域の南側でビューラー川に注ぐ。

### 隣接する自治体
以下の市町村が、オーバーゾントハイムと境を接している。北から時計回りに、シュヴェービッシュ・ハル、フェルベルク、フランケンハルト、ビューラータン、ビューラーツェル、ズルツバッハ＝ラウフェン、ガイルドルフ、ミヒェルバッハ・アン・デア・ビルツ

### 自治体の構成
この自治体は、町名になったオーバーゾントハイム地区の他、以下の地区から構成される。ウンターゾントハイム、ウンメンホーフェン、ハウゼン、ジーディッヒフュア、オーバーフィッシャッハ、ミッテルフィッシャッハ、ウンターフィッシャッハ、エンゲルホーフェン、ヴァイラー、ヘルレーバッハ、ラッポルツホーフェン。

## 歴史
オーバーゾントハイムは、リムプルク献酌侍従家の居城として、興味深い歴史的経緯をたどった町である。リンプルク献酌侍従家は1541年から1713年の150年以上の間、この町を統治し、この間に歴史的中心街を形成してきた。城、ラートハウス（1994年に根本的な修復がなされた）、教会といった今日見応えのある象徴建造物は、彼らによって建造されたのである。リムプルク献酌侍従家の居館は、華やかではあるが新たに建設されたものではなかった。彼らは、市場の開催権の他にも何度も高権を分け与えている。献酌侍従家は、孤児院や施療院を創設するなど、この時代の著しく進歩的な社会観を体現している。

### 宗教
オーバーゾントハイムとその地区であるミッテルフィッシャッハ、オーバーフィッシャッハおよびウンターゾントハイムにはそれぞれプロテスタントの教会コミュニティが存在している。首邑であるオーバーゾントハイムには、この他にカトリック教会や新使徒教会がある。

### 市町村合併
- 1971年7月1日: ウンターゾントハイム
- 1972年8月1日: ミッテルフィッシャッハ、オーバーフィッシャッハ

## 文化と見所

### スポーツ
オーバーゾントハイムとビューラータンの中間にビューラータール・スイミング・ホールがある。

### 定例行事
毎週金曜日にオーバーゾントハイムで週市が開催される。

## 経済と社会資本

### 交通
この町は、オーバーゾントハイムで交差する2本の地方道沿いにある。東西に走るのがL1066号 クライルスハイム - シュトゥットガルト線、南北に走るのがL1060号 シュヴェービッシュ・ハル - エルヴァンゲン線である。この2本の地方道はそれぞれ、アウトバーンA6号 ハイルブロン - ニュルンベルク線、A7号 ウルム - ヴュルツブルク線に接続する。

### 地元企業
- ケルヒャー
- Fima Maschinenbau
- Beton Röser
- Stark

## 人物
- クリスティアン・フリードリヒ・ダニエル・シューバルト（1739 - 1791）詩人、オルガニスト、作曲家、ジャーナリスト

## 引用
1. ↑  Statistisches Landesamt Baden-Württemberg – Bevölkerung nach Nationalität und Geschlecht am 31. Dezember 2023 (CSV-Datei)